# Iruraiz-Gauna
Iruraiz-Gauna – gmina w Hiszpanii, w prowincji Araba, w Kraju Basków, o powierzchni 47,13 km². W 2011 roku gmina liczyła 541 mieszkańców.